# Myrmarachne capito
Myrmarachne capito là một loài nhện trong họ Salticidae.
Loài này thuộc chi Myrmarachne. Myrmarachne capito được Tord Tamerlan Teodor Thorell miêu tả năm 1890.